# Vacanze d'amore (film 1938)
Vacanze d'amore (Having Wonderful Time) è un film del 1938 diretto da Alfred Santell. Il film segna il debutto cinematografico di Red Skelton.
Il soggetto si basa su Having Wonderful Time, una fortunata commedia scritta da Arthur Kober (che firma anche la sceneggiatura del film). Il lavoro teatrale debuttò a Broadway al Lyceum Theatre il 20 febbraio 1937 e restò in scena fino all'8 gennaio 1938, chiudendo dopo 372 rappresentazioni.

## Trama
Un'impiegata, stanca della stressante vita di New York, va in vacanza nelle Catskills Mountains dove si trovano molti studenti universitari che lavorano durante le vacanze. Vi troverà l'amore.

## Produzione
Il film fu prodotto dalla RKO Radio Pictures che affidò la sceneggiatura ad Arthur Kober, l'autore del lavoro teatrale su cui si basa il film. Kober rimaneggiò la storia originale, eliminando l'appartenenza ebraica dei protagonisti e spostando l'ambientazione dai Monti Catskill, che si trovano nello stato di New York, alle montagne della California. Il film, infatti, venne girato tra le San Bernardino Mountains, nella Foresta di San Bernardino, il Big Bear Lake e la Bear Valley. Le riprese durarono dal 24 settembre al 29 novembre 1937.
Le parti coreografiche furono affidate a Hermes Pan che non viene citato nei titoli.

## Distribuzione
Il copyright del film, richiesto dalla RKO Radio Pictures, Inc., fu registrato il 1º luglio 1938 con il numero LP8215. Lo stesso giorno, il film uscì in distribuzione nelle sale cinematografiche statunitensi.